# Plateforme Technologique Amont
 (septembre 2016).
La Plateforme Technologique Amont (PTA), est une salle blanche de classe 1000 ou ISO 6 installée sur le site Minatec du polygone scientifique de Grenoble. Elle est issue de la mutualisation des moyens techniques et humains de l'Institut Nanosciences et Cryogénie de l'Université Joseph-Fourier - Grenoble 1 et de la Fédération des micro et nano technologies, regroupant des laboratoires CNRS, CEA, INP et UJF (LTM, IMEP, SPINTEC, LMGP, activités systèmes du G2E-lab). La salle blanche s'étend, au bâtiment 10.05, sur 350 m2, ainsi qu'au bâtiment BCA-INP sur 140 m2 dans la salle blanche du centre interuniversitaire de microélectronique et nanotechnologies.

## Domaine de recherche
La PTA répond aux besoins spécifiques de la recherche amont grenobloise en termes de ressources technologiques et techniques, dédiées aux nanosciences dans le domaine des micro-nanotechnologies. Elle permet ainsi de réaliser l'intégration de nano-objets et nano-matériaux ou encore de structurer les couches minces dans une gamme de dimension nanométrique grâce à diverses méthodes et outils de lithographie, de dépôt ou encore de gravure. La PTA accueille tous types de substrat, depuis l'échantillon de 5 × 5 mm2 jusqu'au wafer 4" ainsi que tous types de matériaux.
Les thématiques qui y sont développées sont nombreuses : nanoélectronique, MEMS & NEMS, magnétisme et spintronique, intégration de nano-matériaux et nano-objets, photonique. La plateforme a pour vocation d'accompagner les chercheurs non seulement dans les développements technologiques qui sont nécessaires à leurs recherches, mais aussi de promouvoir les collaborations et partenariats avec des laboratoires extérieurs au niveau national et international.
La flexibilité, la souplesse d'accès et d'utilisation, sont au cœur de la gestion de la PTA.[non neutre] Ce modèle de mutualisation des moyens entre les acteurs majeurs de la recherche amont sur Grenoble, nécessite la mise en place d'un système original de gestion et d'administration de la plateforme géré par l'INAC et la FMNT. Les coûts de fonctionnement de la PTA sont assurés par les laboratoires utilisateurs.

## Genèse de la Plateforme
- 2002 : La déferlante « Nano » demande la constitution d'une véritable "profondeur technologique et scientifique", et l'accès à des moyens technologiques souples et performants. Les moyens existants (les plateformes LETI, NANOFAB, PROMES et CIME) ne peuvent pleinement et parfaitement satisfaire l'ensemble des besoins existants. Les coûts toujours plus élevés des outils technologiques requièrent une concentration des moyens et des ressources.

- 2004 : Début du projet PTA, alors PTS (Plateforme Technologique Souple) autour d'un projet de masqueur électronique et avec les acteurs incontournables de la recherche amont grenobloise : CEA, CNRS, UJF et INPG, via DRFMC & FMNT.

- Mai 2007 : Ouverture officielle de la plateforme

- 25 septembre 2008 : Inauguration officielle de la PTA

## Objectifs de la PTA
- Permettre à la communauté de recherche amont de Grenoble dans le domaine des Nanosciences et des Nanotechnologies d'avoir accès à une plateforme technologique souple et performante rassemblant:
  - des moyens technologiques modernes pour la nano-fabrication
  - offrant la flexibilité dans les matériaux, les substrats, le dimensionnement, l'accessibilité...
  - mise à disposition de l'ensemble de la communauté Grenobloise
  - largement ouverte au-delà (en particulier dans le cadre du programme RTB)

- Production et excellence scientifique